# Jean Coureau
Jean Coureau, né le 1er juin 1928 à Bouillac (Tarn-et-Garonne) et mort le 19 janvier 1997 à Aix-en-Provence dans les Bouches-du-Rhône, était un aviateur français. 

## Biographie
Pilote d'essai chez Dassault Aviation, il a effectué entre autres le premier vol du Dassault Mirage F2 le 12 juin 1966 et le tout premier vol du Dassault Mirage 2000-01, le 10 mars 1978.

## Distinctions
- Officier de la Légion d'honneur[Quand ?] à titre militaire
- Officier de l’Ordre national du Mérite
- Médaille de l'Aéronautique[3].

## Hommages
- La promotion 1997-1998 de l'École du personnel navigant d'essais et de réception a pris le nom de baptême « Jean Coureau »[4].